# Leslie Pedley
Leslie Pedley, född 19 maj 1930 i 
Australien, död 27 november 2018, var är en australisk botaniker specialiserad på akaciasläktet. Han är känd för att ha tagit namnet Racosperma i bruk eftersom släktet behövdes delas och ge de australiska arterna nya namn.
Auktorsnamnet Pedley kan användas för Leslie Pedley i samband med ett vetenskapligt namn inom botaniken; se Wikipediaartiklar som länkar till auktorsnamnet.